# Olympische Sommerspiele 1936/Leichtathletik – 1500 m (Männer)

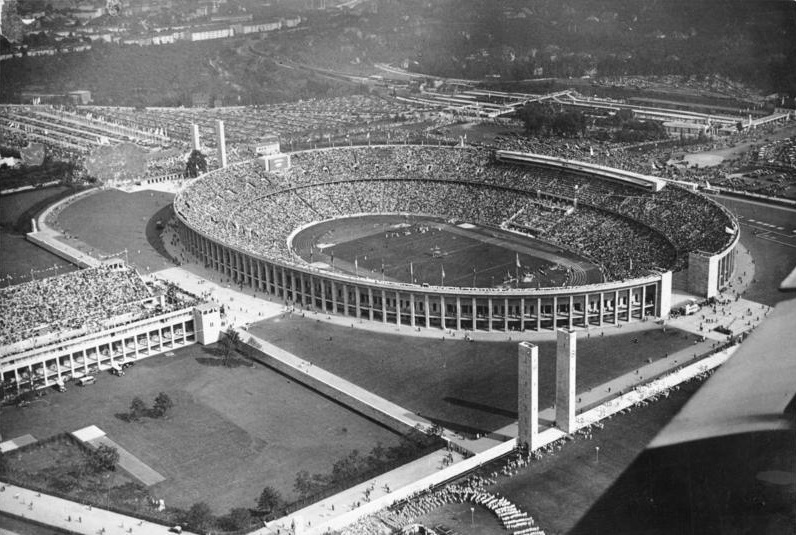
Das Olympiastadion in Berlin

Der 1500-Meter-Lauf der Männer bei den Olympischen Spielen 1936 in Berlin wurde am 5. und 6. August 1936 im Olympiastadion Berlin ausgetragen. 43 Athleten nahmen teil.
Olympiasieger in neuer Weltrekordzeit wurde der Neuseeländer Jack Lovelock vor dem US-Amerikaner Glenn Cunningham. Bronze gewann Luigi Beccali aus Italien.

## Rekorde

### Bestehende Rekorde
| Weltrekord         | 3:48,8 min | Bill Bonthron ( USA)                | Milwaukee, USA             | 30. Juni 1934  |
| Olympischer Rekord | 3:51,2 min | Luigi Beccali ( Königreich Italien) | Finale OS Los Angeles, USA | 4. August 1932 |

### Rekordverbesserung
Der neuseeländische Olympiasieger Jack Lovelock verbesserte den bestehenden olympischen Rekord im Finale am 6. August um genau 3,4 Sekunden auf 3:47,8 min. Dabei verbesserte er auch den bestehenden Weltrekord um genau eine Sekunde.

## Durchführung des Wettbewerbs
Die Läufer traten am 5. August zu vier Vorläufen an. Die jeweils drei besten Athleten – hellblau unterlegt – qualifizierten sich für das Finale am 6. August.

## Vorläufe
5. August 1936, 17.00 Uhr

Wetterbedingungen: bedeckt, 14,6 °C, Windgeschwindigkeiten von ca. 2,8 m/s. Wind von schräg vorne auf der Gegengeraden, von schräg hinten auf der Zielgeraden.
Es sind nicht alle Zeiten überliefert.

### Vorlauf 1

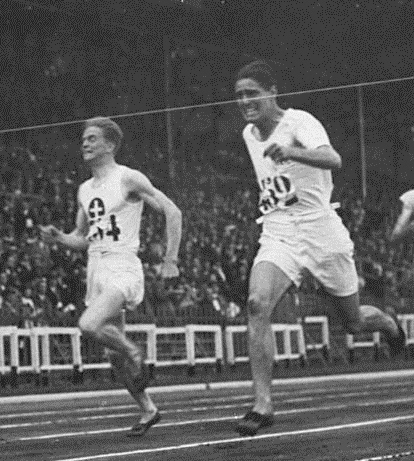
Paul Martin (links, beim Gewinn der 800-Meter-Silbermedaille 1924) – ausgeschieden als Zehnter des ersten Vorlaufs

| Platz | Name                     | Nation          | Zeit       | Anmerkung |
| ----- | ------------------------ | --------------- | ---------- | --------- |
| 1     | Eric Ny                  | Schweden        | 3:54,8 min |           |
| 2     | Glenn Cunningham         | USA             | 3:54,8 min |           |
| 3     | Werner Böttcher          | Deutsches Reich | 3:55,0 min |           |
| 4     | Ossi Teileri             | Finnland        | 3:55,6 min |           |
| 5     | Mihály Iglói             | Ungarn          | 3:56,0 min |           |
| 6     | Grigorios Georgakopoulos | Griechenland    | 4:01,4 min |           |
| 7     | René Geeraert            | Belgien         | k. A.      |           |
| 8     | Børge Larsen             | Dänemark        | k. A.      |           |
| 9     | Pierre Hemmer            | Luxemburg       | k. A.      |           |
| 10    | Paul Martin              | Schweiz         | k. A.      |           |

### Vorlauf 2
| Platz | Name              | Nation                | Zeit       | Anmerkung |
| ----- | ----------------- | --------------------- | ---------- | --------- |
| 1     | Gene Venzke       | USA                   | 4:00,4 min |           |
| 2     | Jerry Cornes      | Großbritannien        | 4:00,6 min |           |
| 3     | Jack Lovelock     | Neuseeland            | 4:00,6 min |           |
| 4     | Pierre Leichtnam  | Frankreich            | 4:01,0 min |           |
| 5     | Clarke Scholtz    | Südafrikanische Union | 4:02,0 min |           |
| 6     | Kiyoshi Nakamura  | Japan                 | 4:04,8 min |           |
| 7     | Emil Goršek       | Jugoslawien           | 4:13,0 min |           |
| 8     | Emil Hübscher     | Österreich            | k. A.      |           |
| 9     | Jack Liddle       | Kanada                | k. A.      |           |
| 10    | Miguel Castro     | Chile                 | k. A.      |           |
| DNF   | Martti Matilainen | Finnland              |            |           |

### Vorlauf 3
| Platz | Name              | Nation             | Zeit       | Anmerkung |
| ----- | ----------------- | ------------------ | ---------- | --------- |
| 1     | Luigi Beccali     | Königreich Italien | 3:55,6 min |           |
| 2     | Miklós Szabó      | Ungarn             | 3:55,6 min |           |
| 3     | Phil Edwards      | Kanada             | 3:56,2 min |           |
| 4     | Bobby Graham      | Großbritannien     | 3:56,6 min |           |
| 5     | Bedřich Hošek     | Tschechoslowakei   | 3:59,4 min |           |
| 6     | André Glatigny    | Frankreich         | 3:59,6 min |           |
| 7     | Gerald Blackhouse | Australien         | k. A.      |           |
| 8     | Harry Mehlhose    | Deutsches Reich    | k. A.      |           |
| 9     | Reginald Uba      | Estland            | 4:26,2 min |           |
| 10    | Jia Lianren       | China              | k. A.      |           |
| 11    | Emilio Torres     | Kolumbien          | k. A.      |           |

### Vorlauf 4

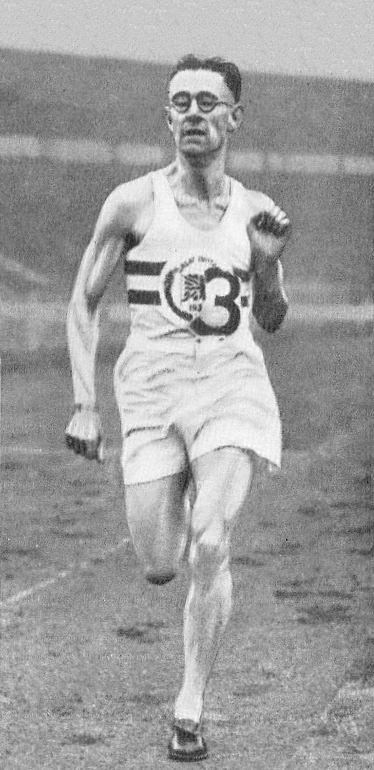
Sydney Wooderson – später unter anderem 1500-Meter-Europameister 1938 und 5000 Meter-Europameister 1946 – schied mit Verletzung im vierten Vorlauf aus

| Platz | Name              | Nation          | Zeit       | Anmerkung |
| ----- | ----------------- | --------------- | ---------- | --------- |
| 1     | Robert Goix       | Frankreich      | 3:54,0 min |           |
| 2     | Archie San Romani | USA             | 3:55,0 min |           |
| 3     | Fritz Schaumburg  | Deutsches Reich | 3:55,2 min |           |
| 4     | Joseph Mostert    | Belgien         | 3:56,6 min |           |
| 5     | Niilo Hartikka    | Finnland        | 3:59,0 min |           |
| 6     | Franz Eichberger  | Österreich      | 3:59,2 min |           |
| 7     | Ragnar Ekholdt    | Norwegen        | k. A.      |           |
| 8     | Hugh Thompson     | Kanada          | k. A.      |           |
| 9     | Charles Stein     | Luxemburg       | 4:26,2 min |           |
| 10    | Francisco Váldez  | Peru            | k. A.      |           |
| DNF   | Sydney Wooderson  | Großbritannien  |            |           |

## Finale
6. August 1936, 16.15 Uhr

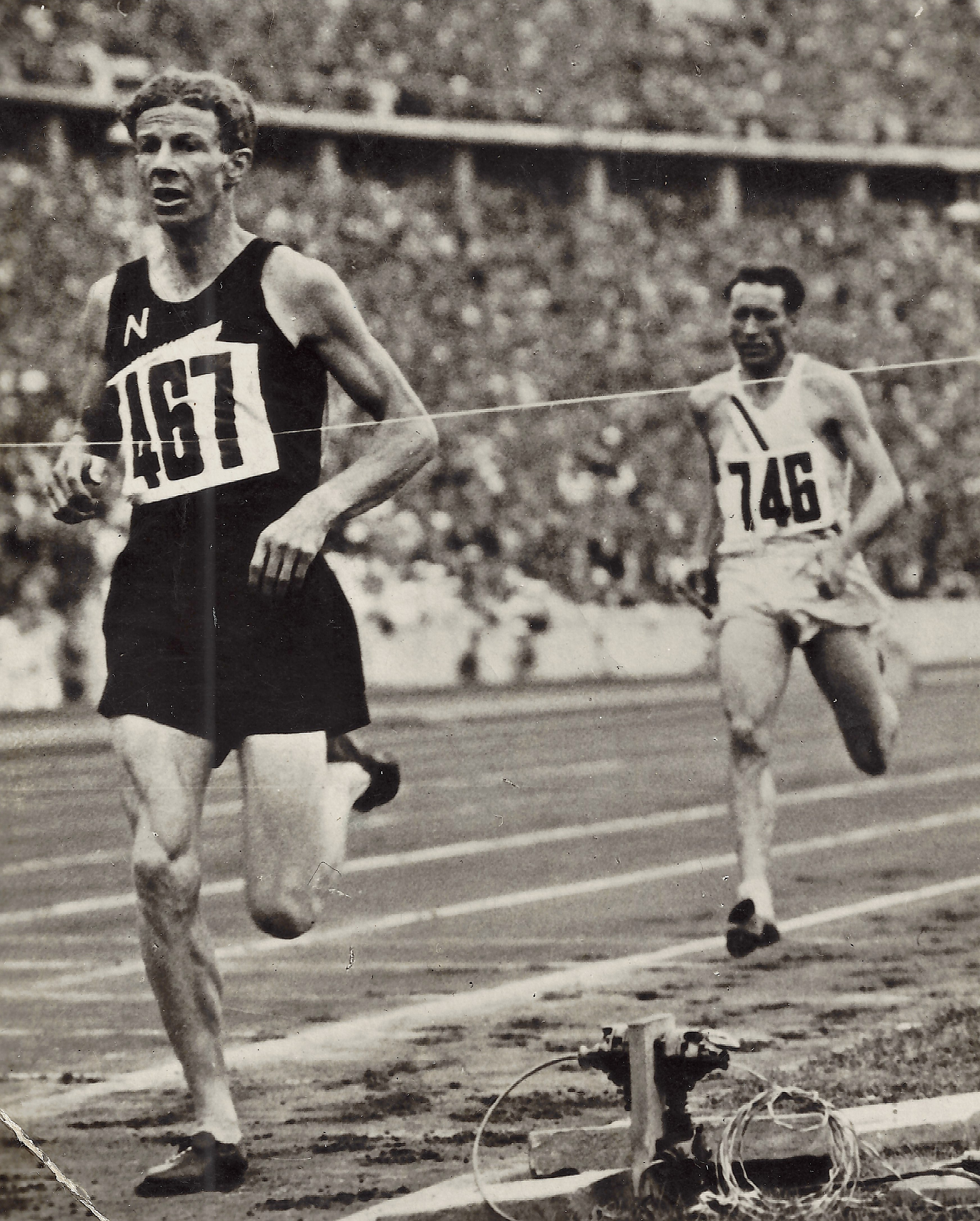
Zieleinlauf: Jack Lovelock vor Glenn Cunningham

Wetterbedingungen: bedeckt, 17,8 °C, Windgeschwindigkeit von 1,4 m/s. Seitenwind auf den Geraden.
| Platz | Name              | Nation             | Zeit       | Anmerkung |
| ----- | ----------------- | ------------------ | ---------- | --------- |
| 1     | Jack Lovelock     | Neuseeland         | 3:47,8 min | WR        |
| 2     | Glenn Cunningham  | USA                | 3:48,4 min |           |
| 3     | Luigi Beccali     | Königreich Italien | 3:49,2 min |           |
| 4     | Archie San Romani | USA                | 3:50,0 min |           |
| 5     | Phil Edwards      | Kanada             | 3:50,4 min |           |
| 6     | Jerry Cornes      | Großbritannien     | 3:51,4 min |           |
| 7     | Miklós Szabó      | Ungarn             | 3:53,0 min |           |
| 8     | Robert Goix       | Frankreich         | 3:53,8 min |           |
| 9     | Gene Venzke       | USA                | 3:55,0 min |           |
| 10    | Fritz Schaumburg  | Deutsches Reich    | 3:56,2 min |           |
| 11    | Eric Ny           | Schweden           | 3:57,6 min |           |
| 12    | Werner Böttcher   | Deutsches Reich    | 4:04,2 min |           |

Für diesen Wettbewerb gab es einen kleineren Favoritenkreis. Dazu gehörten der italienische Olympiasieger von 1932, Luigi Beccali, der US-Amerikaner Glenn Cunningham, der Neuseeländer Jack Lovelock – Cunningham und Lovelock waren bei den Spielen 1932 ebenfalls im Finale – und der Brite Sydney Charles Wooderson. Der Brite trat verletzt zum Vorlauf an und schied dort aus. Im Finale entwickelte sich ein Rennen mit hohem Tempo. Vor allem der Brite Jerry Cornes machte anfangs die Führungsarbeit, bei 400 Metern – Durchgangszeit 61,5. s – übernahmen zuerst Cunningham und dann der Schwede Eric Ny, der die 800 Meter in 2:05,0 min durchlief. Nach 1000 Metern zog Cunningham einen langen Spurt an, dem nur noch Lovelock folgen konnte. Bei 1200 Metern – Durchgangszeit 3:05,0 min – lag Lovelock dann schon vorne und lief dem Olympiasieg mit neuem Weltrekord entgegen. Die Schlussrunde hatte er in ganz starken 56,8 s bewältigt. Beccali wurde hinter Cunningham Dritter.
Jack Lovelocks Erfolg war umso erstaunlicher, da er jedes Jahr nur ganz wenige Rennen bestreiten konnte. Er litt unter Schlaflosigkeit und Platzangst, immer wieder begleitet von starken Schwindelgefühlen, die ihn 1949 das Leben kosteten, als er während eines Schwindelanfalls unter eine U-Bahn stürzte.

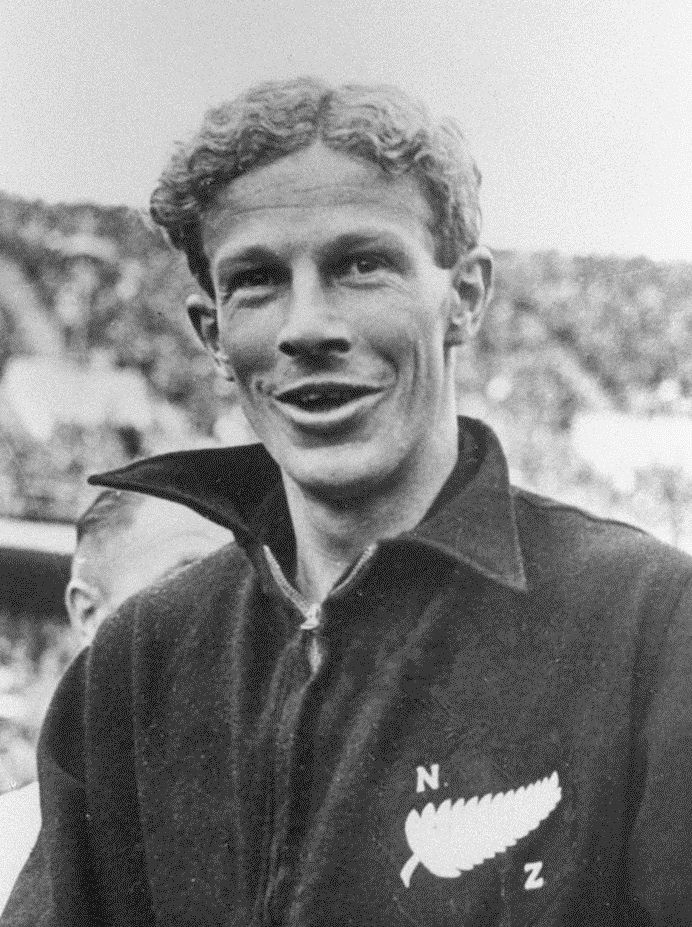
Olympiasieger Jack Lovelock stellte einen neuen Weltrekord auf

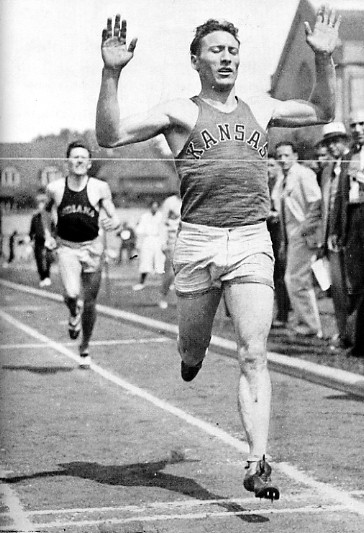
Silbermedaillengewinner Glenn Cunningham (hier für die University of Kansas startend)
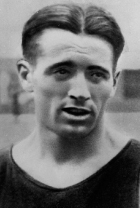
Luigi Beccali errang nach seinem Olympiasieg 1932 noch einmal Bronze
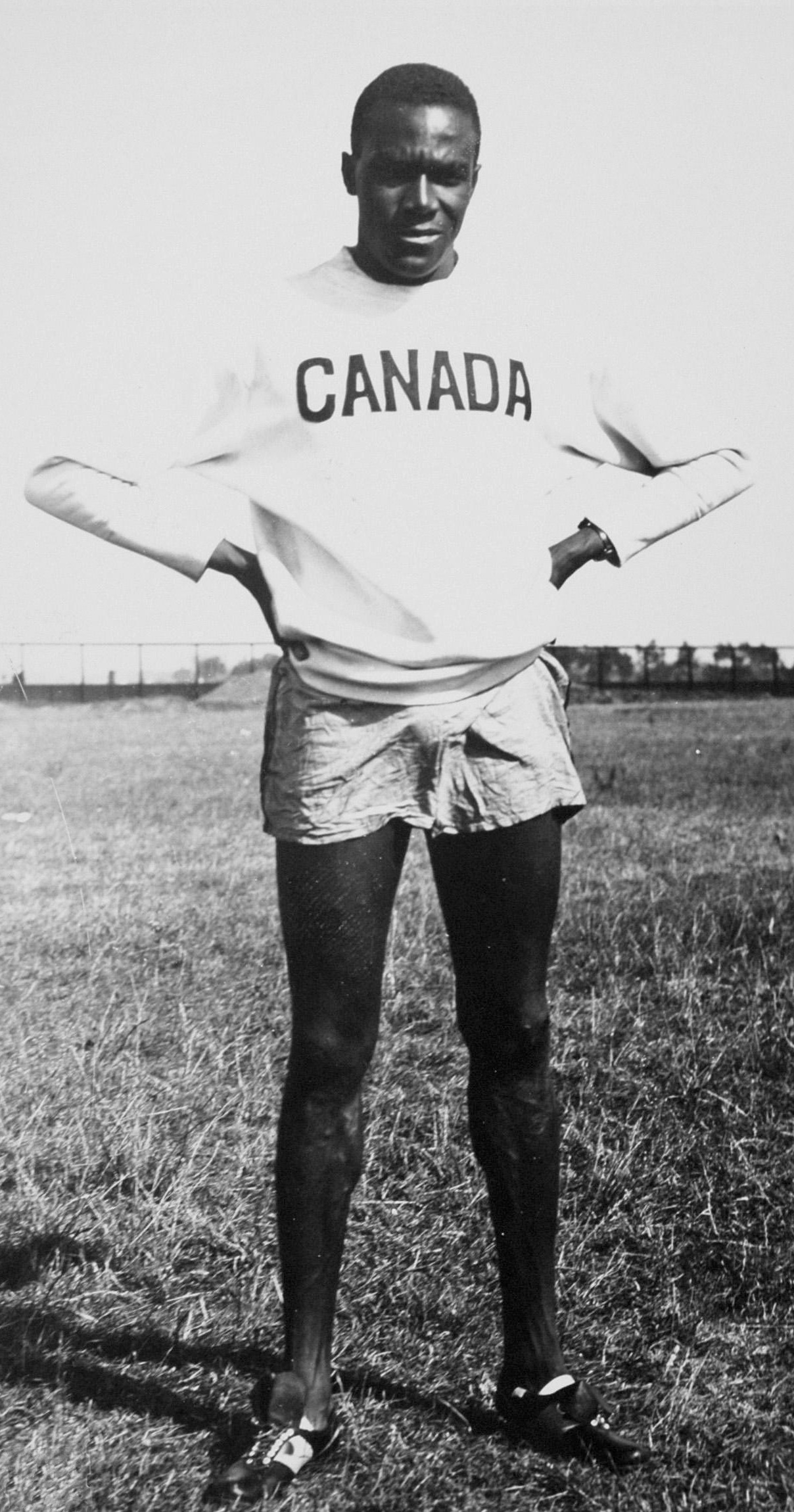
Phil Edwards, holte sowohl 1932 als auch in Berlin Bronze über 800 Meter. Hier wurde er im Finale Fünfter

## Videolinks
- Jack Lovelock, 1500 Metres Final, Berlin Olympics 1936, youtube.com, abgerufen am 11. Juli 2021
- 1936, 1500m, Men, Olympic Games, Berlin, youtube.com, abgerufen am 11. Juli 2021
- Berlin 1936 - Olympics - Olympia - Athletics - Leichtathletik - Footage 3, Bereich 10:21 min bis 11:20 min, youtube.com, abgerufen am 11. Juli 2021